# Witheringia allogona
Witheringia allogona är en potatisväxtart som beskrevs av John Miers. Witheringia allogona ingår i släktet Witheringia och familjen potatisväxter. Inga underarter finns listade i Catalogue of Life.